# کلر هیگینز
کلر هیگینز (انگلیسی: Clare Higgins؛ زادهٔ ۱۱ نوامبر ۱۹۵۵) یک هنرپیشه اهل بریتانیا است.
از فیلم‌ها یا برنامه‌های تلویزیونی که وی در آن نقش داشته است می‌توان به ترسی شگفت از همه‌چیز، افسارگسیخته، رؤیای کاساندرا، برپاخیزان جهنم، چهره‌های کوچک، من آن را یک سال می‌دهم و بزرگ‌تر از آسمان اشاره کرد.